# Elecciones generales del Reino Unido de 1959
Las elecciones generales del Reino Unido de 1959 se celebraron el 8 de octubre de 1959. Fue la tercera victoria consecutiva del Partido Conservador, liderado por Harold Macmillan, que aumento su mayoría sobre el Partido Laborista.

## Resultados
| Partido                   | Líder              | Votos      | %      | Escaños | +/− |
| ------------------------- | ------------------ | ---------- | ------ | ------- | --- |
| Partido Conservador       | Harold Macmillan   | 13,750,875 | 49,4 % | 365     | +20 |
| Partido Laborista         | Hugh Gaitskell     | 12.216.172 | 43,8 % | 258     | -19 |
| Partido Liberal           | Jo Grimond         | 1.640.760  | 5,9 %  | 6       | =   |
| Plaid Cymru               | Gwynfor Evans      | 77.571     | 0,2 %  |         |     |
| Sinn Fein                 | Pádraig Mac Lógáin | 63.415     | 0,2 %  |         | -2  |
| Partido Comunista         | John Gollan        | 30.896     | 0,2%   |         |     |
| Partido Nacional Escocés  | James Halliday     | 21.738     | 0,1 %  | 0       |     |
| Conservador independiente |                    | 14.118     | 0,01 % | 1       |     |